# Rotumans
Les Rotumans (rotuman : Rotuạm ; fidjien : Ro) sont un groupe ethnique polynésien originaire de Rotuma, un archipel faisant partie des Fidji. L'île elle-même est un creuset culturel au carrefour des divisions micronésienne, mélanésienne et polynésienne de l'océan Pacifique, et en raison de la nature maritime des cultures traditionnelles du Pacifique, les indigènes Rotuman ont adopté ou partagent de nombreux aspects de sa culture multiforme avec ses voisins mélanésiens, micronésiens et polynésiens. 

## Histoire et origines mythiques
Rotuma fut d'abord habitée par des habitants de Tahiti Nui, des Marquises et de Rapa Nui. À cette époque, elle était connue sous le nom de Siria. On ne savait pas grand-chose sur les années exactes de migration en provenance de ces royaumes d'Extrême-Orient de l'époque. La seule information connue était que Rotuma était utilisée par ces trois royaumes comme lieu de sépulture royale pour les rois et reines de Tahiti Nui et de Rapa Nui. Rotuma était connue sous le nom de Siria par les peuples autochtones de Tahiti Nui et de Rapa Nui, car elle devait son nom à l'étoile qui se trouve exactement au-dessus de l'emplacement de l'île. Ainsi, les habitants de l'époque priaient Tagaroa Siria, qui signifie Dieu de Siria. En souvenir de cet ancien lieu de sépulture royal, une certaine espèce d'algue a été donnée en signe de liens de sang pour se souvenir des liens anciens et spéciaux entre Tahiti Nui et Rotuma. Cette espèce particulière d'algue est un mets délicat parmi les îles, mais elle ne pousse qu'à Tahiti et à Rotuma. Cette espèce d'algue a été offerte par une princesse de Bora Bora.

## Anthropologie
Selon la plupart des témoignages, les Rotumans sont étroitement liés à leurs voisins de Tahiti, Samoa et Tonga. Les Rotumans sont généralement connus pour avoir un teint olive clair à brun moyen, avec des cheveux noirs généralement ondulés, bien que certains individus aient naturellement une coloration cuivrée-roux sur leurs cheveux. Traditionnellement, les hommes gardaient les cheveux longs jusqu'aux épaules ou plus longs ; cependant, les Rotumans postcoloniaux voient cela d'un mauvais œil. Ils sont en moyenne plus petits que leurs voisins tongiens ou samoans et moins sujets à l'obésité. 
L'apparence de certains individus indique plus clairement l'héritage tahitien (Polynésie française) mis en évidence par une peau plus foncée et des cheveux plus bouclés, et certaines personnes présentent des caractéristiques faciales résolument amérindiennes, telles que de longs yeux ovales et des cheveux raides. 

## Société
Les Rotumans peuvent comprendre au moins un ancêtre blanc (généralement d'Angleterre ou des États-Unis) depuis l'arrivée des Européens. Cela peut être attribué au ratio élevé de Blancs par rapport aux Rotumans dans les premiers jours d'exposition aux Blancs, lorsque Rotuma est devenue un refuge pour les mutins et les clandestins qui appréciaient la beauté de l'île et trouvaient la prospérité en tant que conseillers commerciaux des chefs locaux lors de leurs transactions avec les navires occidentaux.
La société rotumaine est plus démocratique que la plupart des autres cultures du Pacifique. Bien que quelque peu stratifiée, la culture rotumaine ne maintient aucune distinction de classe comme dans les systèmes fidjiens ou tongiens, aucune caste noble et aucun sens de la primogéniture. La force de la société rotumaine réside dans le caractère hautement communautaire des activités. Chaque personne rotumaine entretient une forte affinité avec sa communauté, ce qui se traduit par sa participation à des projets à grande échelle (katoaga) et par la propriété communautaire, comme pour l'agriculture. La société rotumaine peut être divisée, au sens le plus large, en sept itu'u, ou districts, chacun étant dirigé par un chef masculin, appelé « gagaj 'es itu'u ». Son rôle est de guider les travaux communautaires de la communauté et de représenter ses électeurs en tant que membre du Conseil de l'île de Rotuma (RIC).

## Culture rotumane
Les Rotumans sont des Polynésiens selon la plupart des récits, ressemblant physiquement aux peuples polynésiens de Tahiti, Samoa et Tonga (qui sont communément considérés dans la mythologie rotumane comme les véritables civilisations parentes). Mais la tradition musicale rotumane, avant l'influence européenne et polynésienne centrale, consistait principalement en des chants similaires aux styles traditionnels tahitien ou maori (voir Tautoga et Himene), deux cultures très éloignées. De plus, de nombreuses caractéristiques de la langue rotumane l'éloignent de ses voisins polynésiens, ce qui la rapproche davantage des langues mélanésiennes (en particulier fidjiennes occidentales).